# Kazimierz Biernacki
Kazimierz Biernacki OFMConv herbu Poraj (ur. 8 grudnia 1629 w Małopolsce, zm. 1 czerwca 1725 w Kaliszu) – polski historyk, franciszkanin konwentualny.
Syn Aleksandra i Katarzyny Wierzchlejskiej. Ojciec posiadał majątek ziemski Biernacice. Wstąpił do zakonu w wieku 16 lat. Kształcił się za granicą we Włoszech i Pradze. Po otrzymaniu doktoratu z teologii został wykładowcą akademickim. Był profesorem Akademii Krakowskiej. Sławę zyskał jako historyk zakonu franciszkanów.